# Bătrânul meu
„Bătrânul meu” (în engleză My Old Man) este o povestire din 1923 a scriitorului american Ernest Hemingway.